# ميلان سافيتش (كاتب)
ميلان سافيتش (بالصربية: Милан Савић)‏ هو مترجم وكاتب صربي، ولد في 1845 في نوفي ساد في صربيا، وتوفي في 21 فبراير 1930 في بلغراد في صربيا.